# قضيبية ناشية قلوية
قضيبية ناشية قلوية (الاسم العلمي: Naxibacter alkalitolerans) هي نوع من البكتيريا، سلبية الغرام، تتبع القضيبيات ناشية.